# Ефеджан Караджа
Ефеджан Караджа (тур. Efecan Karaca, нар. 16 листопада 1989, Фатіх) — турецький футболіст, фланговий півзахисник клубу «Аланьяспор» та національної збірної Туреччини.

## Клубна кар'єра
Народився 16 листопада 1989 року в місті Фатіх. Вихованець футбольної школи клубу «Галатасарай», втім за першу команду не дебютував і 2008 року був відданий в оренду в клуб «Газіантеп ББ», в якому провів сезон 2008/09, взявши участь у 31 матчі другого дивізіону. Більшість часу, проведеного у складі «Газіантеп ББ», був основним гравцем команди.
Сезон 2009/10 Ефеджан Караджа відіграв за іншу команду Першої ліги «Карталспор». Граючи за стамбульську також здебільшого виходив на поле в основному складі команди. У першій половині сезону 2010/11 півзахисник представляв ще один клуб Першої ліги «Аданаспор», а в другій — «Адана Демірспор» з того ж міста, який виступав тоді у Другій лізі, третьому дивізіоні країни. Потім в його кар'єрі були інші нижчолігові клуби «Сариєр» і «Карталспор».
У липні 2013 року Ефеджан Караджа перейшов в клуб Другої ліги «Аланьяспор», з яким через рік вийшов у Першу лігу. А ще через два роки «Аланьяспор» вперше в своїй історії завоював собі місце в Суперлізі. 19 листопада 2016 року Ефеджан Караджа дебютував на найвищому рівні, вийшовши на заміну в гостьовій грі з «Османлиспором». 19 березня 2017 року він забив свій перший гол в рамках Суперліги, відкривши рахунок в гостьовому поєдинку проти «Бурсаспора». Станом на 7 червня 2020 року відіграв за команду з Аланії 215 матчів в національному чемпіонаті.

## Виступи за збірні
2006 року дебютував у складі юнацької збірної Туреччини (U-18), загалом на юнацькому рівні взяв участь у 5 іграх.
25 березня 2019 року дебютував в офіційних іграх у складі національної збірної Туреччини в матчі відбору на чемпіонат Європи 2020 року проти Молдови (4:0).